# 배지숙
배지숙(裵智淑, 1968년 4월 9일 ~ )은 대한민국 대구광역시의회 의원이다.

## 학력
- 대구남부초등학교
- 경북여자중학교
- 효성여자고등학교 졸업
- 계명대학교 영어영문학 학사

## 경력
- 새누리당 부대변인
- 2010년 7월 1일 ~ 2014년 6월 30일 : 제6대 대구광역시의회 의원
  - 제6대 대구광역시의회 전반기 문화복지위원회 부위원장
  - 제6대 대구광역시의회 공사·공단선진화추진특별위원회 부위원장
  - 제6대 대구광역시의회 남부권신공항추진특별위원회 위원장
- 2014년 7월 1일 ~ 2018년 6월 30일 : 제7대 대구광역시의회 의원
  - 제7대 대구광역시의회 기획행정위원회 위원장
- 2018년 7월 1일 ~ 2022년 6월 30일 : 제8대 대구광역시의회 의원
  - 2018년 7월 ~ 2020년 6월 : 제8대 대구광역시의회 전반기 의장
  - 2020년 7월 ~ 2022년 6월 : 제8대 대구광역시의회 후반기 문화복지위원회 위원
- 2018년 8월 ~ 2019년 8월 : 제16대 전국시도의회의장협의회 전반기 부회장
- 2019년 8월 ~ 2020년 6월 : 제16대 전국시도의회의장협의회 후반기 수석부회장
- 대구광역시의회 국민의힘 원내대표

## 역대 선거 결과
|  | 0% |

|  | 62.61% |

|  | 47.62% |